# Gran Premio de Canadá
El Gran Premio de Canadá (en inglés: Canadian Grand Prix; en francés: Grand Prix du Canada) es una carrera de automovilismo que se lleva a cabo con monoplazas en Canadá desde el año 1961, con ausencias en 1975, 1987 y 2009, y que a partir de 1967 es válida para el Campeonato Mundial de Fórmula 1. Hasta 1977 se disputó en los autódromos de Mosport Park y Circuit Mont-Tremblant. A partir de 1978, se disputa regularmente en un circuito callejero en Montreal.

## Historia
El primer vencedor en Montreal fue el corredor canadiense Gilles Villeneuve, nacido en Quebec y fallecido durante las pruebas de clasificación del Gran Premio de Bélgica de 1982. Luego de su muerte, el circuito de Montreal fue rebautizado Circuit Gilles Villeneuve en su honor.
En numerosas ocasiones, la fecha canadiense formó parte de una gira norteamericana de la Fórmula 1, en conjunto con el Gran Premio de los Estados Unidos, el GP de EU oeste, el de EU este, el Gran Premio de Las Vegas y/o el Gran Premio de México. Inicialmente, esta tenía lugar en septiembre y octubre, tras la gira europea. A partir de 1982, la etapa norteamericana se trasladó al verano boreal, de manera que el Gran Premio de Canadá tiene lugar casi siempre a principios de junio, a veces coincidiendo con las 24 Horas de Le Mans.
En 1982 ocurrió una tragedia, el piloto de Osella, Riccardo Paletti, murió tras chocar con el automóvil de Didier Pironi.
El Gran Premio de Canadá de 1997 debió ser detenido prematuramente debido a un enorme accidente. Olivier Panis resultó herido con fracturas en ambas piernas. Panis debió alejarse de las competencias durante las siguientes nueve carreras.
En 1999, el muro derecho de la actual curva n.º 13 del circuito Gilles Villeneuve, a la salida de la chicana de entrada a meta, se hizo famoso debido a que tres campeones de Fórmula 1, Damon Hill, Michael Schumacher y Jacques Villeneuve chocaron contra él. Desde entonces se le conoce como el «Muro de los Campeones», donde también han chocado otros campeones del mundo como Jenson Button y Sebastian Vettel en las prácticas de 2011.
Debido a nuevas regulaciones con respecto a la publicidad de tabaco en el deporte y a la creación de nuevos circuitos, el Gran Premio de Canadá no fue incluido en el programa inicial del campeonato de 2004. Sin embargo, los organizadores lograron reunir suficientes fondos para mantener el circuito en el campeonato, con lo que la temporada de ese año incluyó 18 competencias.
En 2007 la carrera fue parada temporalmente por un fortísimo impacto de Robert Kubica contra el muro a 300 km/h en la que solo sufrió una torcedura de tobillo y golpes leves. Luego de una pausa por no llegar a acuerdos económicos, el Gran Premio volvió a correrse en 2010. En 2020 y 2021 no se disputó debido a la pandemia de COVID-19.

## Ganadores

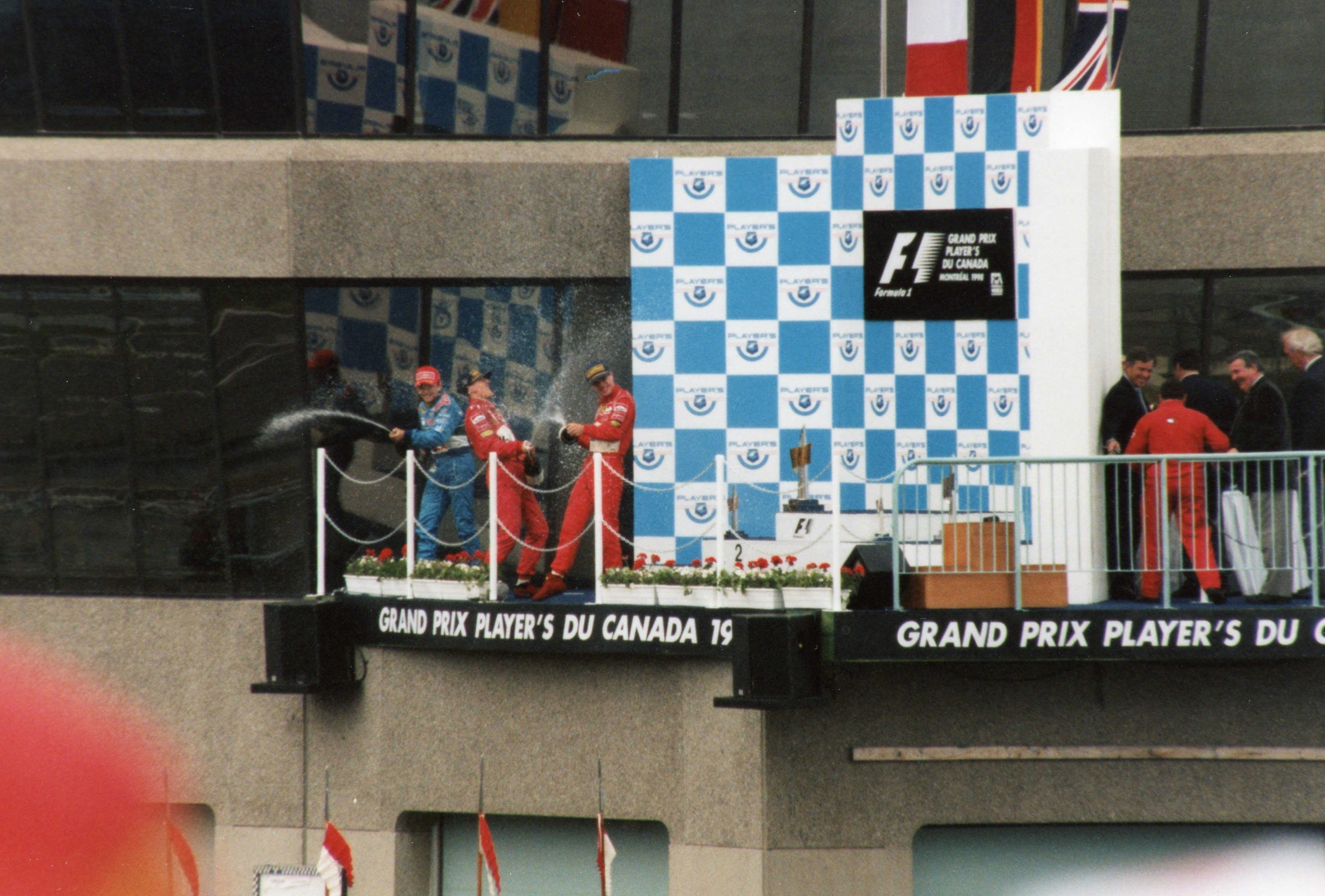
Fisichella, Michael Schumacher y Eddie Irvine en la celebración del podio del GP de Canadá de 1998.

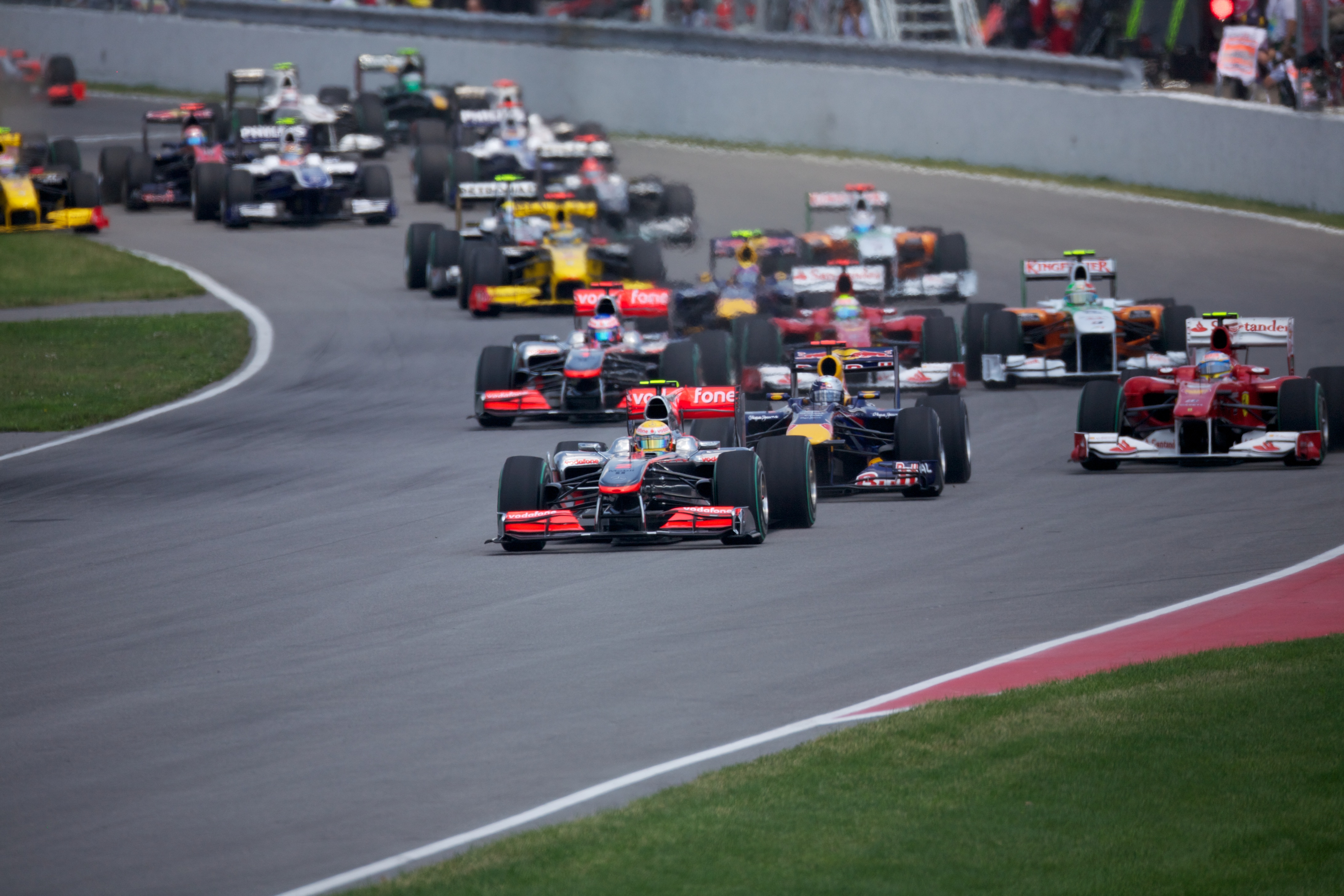
Inicio del GP de Canadá de 2010.

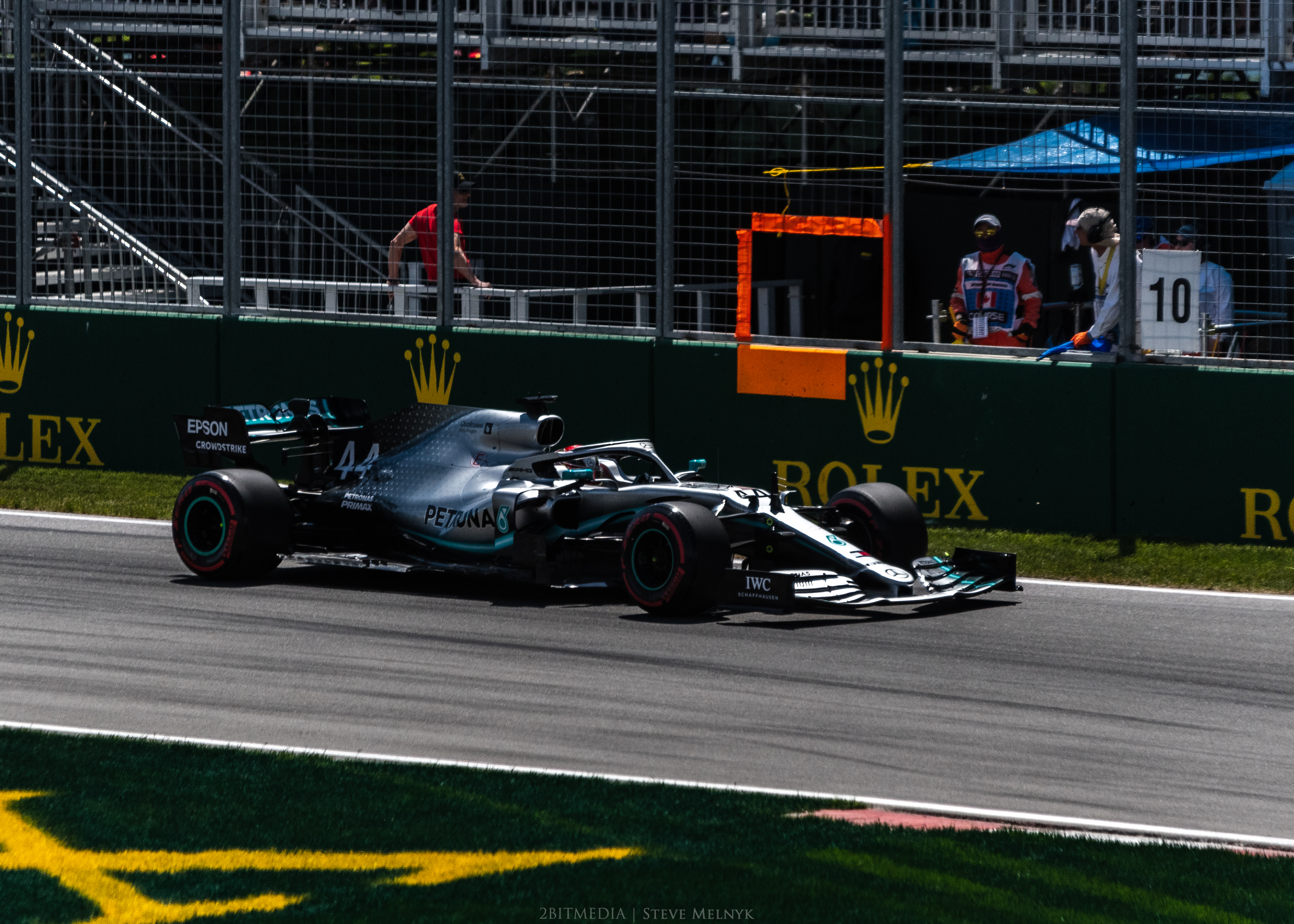
Lewis Hamilton, ganador de la edición de 2019.

Las ediciones que no forman parte del Campeonato Mundial de Fórmula 1 están indicadas con un fondo de color rosado.
| Año        | Piloto                 | Constructor         | Circuito          | Resultados     |
| ---------- | ---------------------- | ------------------- | ----------------- | -------------- |
| 1961       | Peter Ryan             | Lotus-Climax        | Mosport Park      | Resultados     |
| 1962       | Masten Gregory         | Lotus-Climax        | Mosport Park      | Resultados     |
| 1963       | Pedro Rodríguez        | Ferrari             | Mosport Park      | Resultados     |
| 1964       | Pedro Rodríguez (2)    | Ferrari             | Mosport Park      | Resultados     |
| 1965       | Jim Hall               | Chaparral-Chevrolet | Mosport Park      | Resultados     |
| 1966       | Mark Donohue           | Lola-Chevrolet      | Mosport Park      | Resultados     |
| 1967       | Jack Brabham           | Brabham-Repco       | Mosport Park      | Resultados     |
| 1968       | Denny Hulme            | McLaren-Ford        | Mont-Tremblant    | Resultados     |
| 1969       | Jacky Ickx             | Brabham-Ford        | Mosport Park      | Resultados     |
| 1970       | Jacky Ickx (2)         | Ferrari             | Mont-Tremblant    | Resultados     |
| 1971       | Jackie Stewart         | Tyrrell-Ford        | Mosport Park      | Resultados     |
| 1972       | Jackie Stewart (2)     | Tyrrell-Ford        | Mosport Park      | Resultados     |
| 1973       | Peter Revson           | McLaren-Ford        | Mosport Park      | Resultados     |
| 1974       | Emerson Fittipaldi     | McLaren-Ford        | Mosport Park      | Resultados     |
| 1975       | No se disputó.         | No se disputó.      | No se disputó.    | No se disputó. |
| 1976       | James Hunt             | McLaren-Ford        | Mosport Park      | Resultados     |
| 1977       | Jody Scheckter         | Wolf-Ford           | Mosport Park      | Resultados     |
| 1978       | Gilles Villeneuve      | Ferrari             | Notre-Dame        | Resultados     |
| 1979       | Alan Jones             | Williams-Ford       | Notre-Dame        | Resultados     |
| 1980       | Alan Jones (2)         | Williams-Ford       | Notre-Dame        | Resultados     |
| 1981       | Jacques Laffite        | Ligier-Matra        | Notre-Dame        | Resultados     |
| 1982       | Nelson Piquet          | Brabham-BMW         | Gilles Villeneuve | Resultados     |
| 1983       | René Arnoux            | Ferrari             | Gilles Villeneuve | Resultados     |
| 1984       | Nelson Piquet (2)      | Brabham-BMW         | Gilles Villeneuve | Resultados     |
| 1985       | Michele Alboreto       | Ferrari             | Gilles Villeneuve | Resultados     |
| 1986       | Nigel Mansell          | Williams-Honda      | Gilles Villeneuve | Resultados     |
| 1987       | No se disputó.         | No se disputó.      | No se disputó.    | No se disputó. |
| 1988       | Ayrton Senna           | McLaren-Honda       | Gilles Villeneuve | Resultados     |
| 1989       | Thierry Boutsen        | Williams-Renault    | Gilles Villeneuve | Resultados     |
| 1990       | Ayrton Senna (2)       | McLaren-Honda       | Gilles Villeneuve | Resultados     |
| 1991       | Nelson Piquet (3)      | Benetton-Ford       | Gilles Villeneuve | Resultados     |
| 1992       | Gerhard Berger         | McLaren-Honda       | Gilles Villeneuve | Resultados     |
| 1993       | Alain Prost            | Williams-Renault    | Gilles Villeneuve | Resultados     |
| 1994       | Michael Schumacher     | Benetton-Ford       | Gilles Villeneuve | Resultados     |
| 1995       | Jean Alesi             | Ferrari             | Gilles Villeneuve | Resultados     |
| 1996       | Damon Hill             | Williams-Renault    | Gilles Villeneuve | Resultados     |
| 1997       | Michael Schumacher (2) | Ferrari             | Gilles Villeneuve | Resultados     |
| 1998       | Michael Schumacher (3) | Ferrari             | Gilles Villeneuve | Resultados     |
| 1999       | Mika Häkkinen          | McLaren-Mercedes    | Gilles Villeneuve | Resultados     |
| 2000       | Michael Schumacher (4) | Ferrari             | Gilles Villeneuve | Resultados     |
| 2001       | Ralf Schumacher        | Williams-BMW        | Gilles Villeneuve | Resultados     |
| 2002       | Michael Schumacher (5) | Ferrari             | Gilles Villeneuve | Resultados     |
| 2003       | Michael Schumacher (6) | Ferrari             | Gilles Villeneuve | Resultados     |
| 2004       | Michael Schumacher (7) | Ferrari             | Gilles Villeneuve | Resultados     |
| 2005       | Kimi Räikkönen         | McLaren-Mercedes    | Gilles Villeneuve | Resultados     |
| 2006       | Fernando Alonso        | Renault             | Gilles Villeneuve | Resultados     |
| 2007       | Lewis Hamilton         | McLaren-Mercedes    | Gilles Villeneuve | Resultados     |
| 2008       | Robert Kubica          | BMW Sauber          | Gilles Villeneuve | Resultados     |
| 2009       | No se disputó.         | No se disputó.      | No se disputó.    | No se disputó. |
| 2010       | Lewis Hamilton (2)     | McLaren-Mercedes    | Gilles Villeneuve | Resultados     |
| 2011       | Jenson Button          | McLaren-Mercedes    | Gilles Villeneuve | Resultados     |
| 2012       | Lewis Hamilton (3)     | McLaren-Mercedes    | Gilles Villeneuve | Resultados     |
| 2013       | Sebastian Vettel       | Red Bull-Renault    | Gilles Villeneuve | Resultados     |
| 2014       | Daniel Ricciardo       | Red Bull-Renault    | Gilles Villeneuve | Resultados     |
| 2015       | Lewis Hamilton (4)     | Mercedes            | Gilles Villeneuve | Resultados     |
| 2016       | Lewis Hamilton (5)     | Mercedes            | Gilles Villeneuve | Resultados     |
| 2017       | Lewis Hamilton (6)     | Mercedes            | Gilles Villeneuve | Resultados     |
| 2018       | Sebastian Vettel (2)   | Ferrari             | Gilles Villeneuve | Resultados     |
| 2019       | Lewis Hamilton (7)     | Mercedes            | Gilles Villeneuve | Resultados     |
| 2020- 2021 | No se disputó          | No se disputó       | No se disputó     | No se disputó  |
| 2022       | Max Verstappen         | Red Bull-RBPT       | Gilles Villeneuve | Resultados     |
| 2023       | Max Verstappen (2)     | Red Bull-Honda RBPT | Gilles Villeneuve | Resultados     |
| 2024       | Max Verstappen (3)     | Red Bull-Honda RBPT | Gilles Villeneuve | Resultados     |
| 2025       | George Russell         | Mercedes            | Gilles Villeneuve | Resultados     |
| Fuente:    |                        |                     |                   |                |

## Estadísticas

### Pilotos con más victorias
| Victorias | Piloto             | Años                                     |
| --------- | ------------------ | ---------------------------------------- |
| 7         | Michael Schumacher | 1994, 1997, 1998, 2000, 2002, 2003, 2004 |
| 7         | Lewis Hamilton     | 2007, 2010, 2012, 2015, 2016, 2017, 2019 |
| 3         | Nelson Piquet      | 1982, 1984, 1991                         |
| 3         | Max Verstappen     | 2022, 2023, 2024                         |
| 2         | Jacky Ickx         | 1969, 1970                               |
| 2         | Jackie Stewart     | 1971, 1972                               |
| 2         | Alan Jones         | 1979, 1980                               |
| 2         | Ayrton Senna       | 1988, 1990                               |
| 2         | Sebastian Vettel   | 2013, 2018                               |
| 1         | Jack Brabham       | 1967                                     |
| 1         | Denny Hulme        | 1968                                     |
| 1         | Peter Revson       | 1973                                     |
| 1         | Emerson Fittipaldi | 1974                                     |
| 1         | James Hunt         | 1976                                     |
| 1         | Jody Scheckter     | 1977                                     |
| 1         | Gilles Villeneuve  | 1978                                     |
| 1         | Jacques Laffite    | 1981                                     |
| 1         | René Arnoux        | 1983                                     |
| 1         | Michele Alboreto   | 1985                                     |
| 1         | Nigel Mansell      | 1986                                     |
| 1         | Thierry Boutsen    | 1989                                     |
| 1         | Gerhard Berger     | 1992                                     |
| 1         | Alain Prost        | 1993                                     |
| 1         | Jean Alesi         | 1995                                     |
| 1         | Damon Hill         | 1996                                     |
| 1         | Mika Häkkinen      | 1999                                     |
| 1         | Ralf Schumacher    | 2001                                     |
| 1         | Kimi Räikkönen     | 2005                                     |
| 1         | Fernando Alonso    | 2006                                     |
| 1         | Robert Kubica      | 2008                                     |
| 1         | Jenson Button      | 2011                                     |
| 1         | Daniel Ricciardo   | 2014                                     |
| 1         | George Russell     | 2025                                     |

### Constructores con más victorias
| Victorias | Constructor | Años                                                                         |
| --------- | ----------- | ---------------------------------------------------------------------------- |
| 13        | McLaren     | 1968, 1973, 1974, 1976, 1988, 1990, 1992, 1999, 2005, 2007, 2010, 2011, 2012 |
| 12        | Ferrari     | 1970, 1978, 1983, 1985, 1995, 1997, 1998, 2000, 2002, 2003, 2004, 2018       |
| 7         | Williams    | 1979, 1980, 1986, 1989, 1993, 1996, 2001                                     |
| 5         | Red Bull    | 2013, 2014, 2022, 2023, 2024                                                 |
| 5         | Mercedes    | 2015, 2016, 2017, 2019, 2025                                                 |
| 4         | Brabham     | 1967, 1969, 1982, 1984                                                       |
| 2         | Tyrrell     | 1971, 1972                                                                   |
| 2         | Benetton    | 1991, 1994                                                                   |
| 1         | Wolf        | 1977                                                                         |
| 1         | Ligier      | 1981                                                                         |
| 1         | Renault     | 2006                                                                         |
| 1         | BMW Sauber  | 2008                                                                         |

Fuente: